# Rivière du Portage Nord
Rivière du Portage Nord är ett vattendrag i Kanada.   Det ligger i provinsen Québec, i den sydöstra delen av landet, 400 km öster om huvudstaden Ottawa.
I omgivningarna runt Rivière du Portage Nord växer i huvudsak blandskog. Trakten runt Rivière du Portage Nord är nära nog obefolkad, med mindre än två invånare per kvadratkilometer.